# 有益杂草列表
有益杂草列表詳列所有被列作杂草的有益杂草，按其用途而分類。

## 有藥效
- 寬葉車前（Broadleaf plantain）：多年生中藥材。
- 田灌草：一種生長在田邊的草前草，有藥用功效。
- 崩大碗
- 牛蒡：二年生植物。
- 金錢薄荷（Creeping Charlie）
- 蒲公英：二年生草本植物，風媒，生長快速，能忍受乾旱。
- 野葛（Kudzu）：多年生植物。
- 含羞草（Bashful mimosa）
- 鴉蒜（Crow garlic）：又名鴉蔥，一種野生蒜，可食，有驅蟲功效。
- 酸模屬植物（Rumex）：例如：羊蹄，一般在蕁麻的附近出現。相傳可用來醫叮痛[來源請求]。
- 香附：塊根可入藥
  - 香附子：香附的塊根，為藥用。
- 龍葵：有輕微毒性，為藥用。

## 可食用
- 牛蒡：二年生植物，根部可吃。在英國傳統上會用牛蒡和蒲公英的根部釀製飲料。
- 蒲公英：二年生草本植物，風媒，生長快速，能忍受乾旱。在維多利亞女王時期的英國，蒲公英曾是當地的主要食物來源[1]。《本草纲目》亦說：「蒲公英嫩苗可食，生食治感染性疾病尤佳。」[1]不過，要留意採摘蒲公英，最好选在嫩葉發起時，否則到開花時，葉子會很苦，使可食用性大減[1][2]。此外，在英國亦有用蒲公英的花來釀酒，並以根部釀製飲料。
- 野葛（Kudzu）：多年生植物。
- 泰國含羞草：常拿来炒食。
- 矢車菊：有多種顏色，可直接食用或用來作沙律的伴碟。
- 繁縷：又名魚腸菜，是英國的一種常見可食用杂草，一般會切碎後用來拌沙律，或與蒲公英一起食用[1]。它亦能很好地保護地表。
- 灰菜（藜，Lambsquarter）：叶片及嫩芽可以生食，它可以防止水土流失，同时还能驱散寄生在附近作物的潜叶虫。
- 荠菜：荠菜的种子、叶和根都可以食用。荠菜还可以入药，用于止血。不過懷有身孕或哺乳中的婦女忌食，有心肺疾病的患者在服用時亦應小心[3]。
- 荨麻（Stinging nettle）：浸泡后可以去除其毒性食用，尤其是嫩芽非常可口，含有高蛋白，适宜作汤或作为蔬菜，用荨麻叶做汤在北欧尤其流行。
- 马齿苋：可生吃或炒熟吃。
- 西洋菜（Watercress）：一種非常粗生的植物，基本上只要有水就可以種植。在外國通常被當作杂草來處理。可生吃或煮菜。
- 马兰：菊科马兰属多年生草本植物。嫩叶可供食用，称“马兰头”，在中国江南地区常用做蔬菜。
- 拟石莲（Painter's brush weed，笔刷草）：景天科拟石莲属草本植物。叶片肥厚。

## 有驅蟲功效
- 鴉蒜（Crow garlic）：又名鴉蔥，一種野生蒜，可食，有驅蟲功效。
- 苍耳（Cocklebur）：能夠驅除粘蟲（armyworm）。
- 一枝黄花（Goldenrod）：能夠驅除害蟲，並為益蟲提供居所。
- 乳草（Milkweed）：能夠驅除叩頭蟲（wireworm）。
- 大戟（Caper Spurge）：能夠驅除鼴鼠。
- 宁树（Neem）：能夠驅除吃葉的昆蟲。
- 小花蔓澤蘭：本是外來入侵種，令林務單位、業者頗為頭疼，且乳汁具有毒性，意讓過敏者不適。然近日中華民國國立中興大學的農業研究所發現小花蔓澤蘭的萃取液可以使蚊蟲忌避，尤其是飛蚋(小黑蚊)有顯著的功效。是少數百大侵入物種中目前唯一具有益處的植物。

## 能為益蟲提供生長環境
- 四葉草：能夠吸引昆蟲中的捕食者，亦對泥土有好處。
- 茄子：能夠為捕食蚜蟲的步甲蟲提供屏障。
- 野莧（Amaranthus）
- 野胡萝卜（Queen Anne's lace ）
- 歐州益母草：能夠吸引蜜蜂。
- 野芥末：能夠保護昆蟲中的捕食者。
- 紫澤蘭（Joe-Pye weed）

## 提供蔽護
- 阔叶马齿苋：能夠保護泥土，以免水土流失。可食用，而且花朵顏色鮮艷，所以近年有人用來裝飾庭園[4]。

## 吸引害虫
- 金蓮花（Nasturtium）：又名旱金蓮，一般種在捲心菜及生菜的旁邊，能夠吸引害蟲（例如蚜蟲或毛蟲）在其上產卵，從而使其他農作物避免蟲害。

## 能保護農作物
- 雷公藤

## 觀賞用
- 拖鞋蘭：在澳大利亞被列為杂草。
- 野西瓜苗（Hibiscus trionum）：又名香鈴草，錦葵科，一年生草本植物。原生於地中海東部，但後來在南歐擴散。雖然被當作杂草處理，亦有當作觀賞植物種在後園的。

## 參看
- 杂草
- 中國可食用野菜列表